# Феєнорд (стадіон)
Стадіон Феєнорд (нід. Stadion Feijenoord, нід. вимова: [ˌstaːdijɔɱ ˈfɛiənoːrt]), також відомий як Де Кейп (нід. de Kuip, нід. вимова: [də ˈkœyp]) — футбольний стадіон у Роттердамі, Нідерланди. Домашня арена футбольного клубу «Феєнорд». Вміщує 51 577 глядачів, що робить його другим за розміром стадіоном у Нідерландах після Йоган Кройф Арени. На Де Кейпі збірна Нідерландів зіграла найбільше своїх домашніх матчів.
Збудований у 1935—1937 роках. Назва походить від району Феєнорд у Роттердамі. У 1999 році на стадіоні було проведено значний обсяг відновлювальних та внутрішніх робіт перед тим, як він став місцем проведення Євро-2000, хоча на місткість це майже не вплинуло.

## Історія
Лен ван Зандвліт, президент «Феєнорда» в 1930-х роках, виступив з ідеєю побудувати абсолютно новий стадіон, не схожий на жодний інший на континенті — з двома вільними висячими ярусами і без перешкод, що закривають огляд. Сучасними прикладами були Гайбері у Лондоні, де західна та східна трибуни були нещодавно побудовані як двоярусні, та стадіон Янкі в Нью-Йорку. Йоганнесу Брінкману та Лендерту ван дер Влюгту, відомим дизайнерам фабрики Ван Нелле в Роттердамі, було запропоновано спроєктувати стадіон зі скла, бетону та сталі, дешевих на той час матеріалів. Стадіон був співфінансований мільярдером Даніелем Георгом ван Бенінгеном.
Під час Другої світової війни стадіон ледь не знесли на металобрухт німецькі окупанти. Після війни в 1949 році місткість стадіону було розширено; у 1958 році на стадіоні було додане освітлення. 29 жовтня 1991 року Де Кейп було названо однією із пам'яток Роттердама. У 1994 році стадіон був суттєво реконструйований до його нинішнього вигляду: всі місця були облаштовані для сидіння, а дах був розширений, щоб покрити всіх глядачів. Додаткова будівля була побудована для комерційного використання «Феєноордом», у ній також розміщені ресторан і музей «Будинок історії».

## Використання

### Футбольна історія
Нині Де Кейп є домашнім стадіоном футбольного клубу «Феєнорд», однієї з найтитулованіших команд Нідерландів. Він також довгий час є одним із домашніх полів національної збірної Нідерландів з футболу — на ньому було проведено понад 150 міжнародних матчів, першим з яких був матч проти Бельгії 2 травня 1937 року.
На стадіоні відбулися рекордні десять європейських фіналів. У 1963 році Де Кейп прийняв фінал Кубка володарів кубків, де «Тоттенгем Готспур» переміг «Атлетіко Мадрид» з рахунком 5:1 та став першим британським клубом, який виграв європейський трофей. Останнім на сьогодні був Фінал Кубка УЄФА 2002, в якому господарі стадіону, «Феєнорд», перемогли «Боруссію» Дортмунд з рахунком 3:2. Як наслідок, «Феєнорд» є єдиним клубом, який виграв одноматчевий європейський фінал на власному стадіоні.
У 2000 році стадіон приймав фінал Євро-2000, що проходив у Нідерландах і Бельгії, де Франція перемогла Італію з рахунком 2:1 у додатковий час.
| Дата           | Переможець        | Рахунок  | Фіналіст            | Раунд                                   | Глядачі |
| -------------- | ----------------- | -------- | ------------------- | --------------------------------------- | ------- |
| 15 травня 1963 | Тоттенгем Готспур | 5:1      | Атлетіко (Мадрид)   | Фінал Кубка володарів кубків 1963       | 49 000  |
| 23 травня 1968 | Мілан             | 2:0      | Гамбург             | Фінал Кубка володарів кубків 1968       | 53 000  |
| 31 травня 1972 | Аякс              | 2:0      | Інтернаціонале      | Фінал Кубка європейських чемпіонів 1972 | 61 354  |
| 8 травня 1974  | Магдебург         | 2:0      | Мілан               | Фінал Кубка володарів кубків 1974       | 6 461   |
| 26 травня 1982 | Астон Вілла       | 1:0      | Баварія             | Фінал Кубка європейських чемпіонів 1982 | 46 000  |
| 15 травня 1985 | Евертон           | 3:1      | Рапід (Відень)      | Фінал Кубка володарів кубків 1985       | 38 500  |
| 15 травня 1991 | Манчестер Юнайтед | 2:1      | Барселона           | Фінал Кубка володарів кубків 1991       | 43 500  |
| 14 травня 1997 | Барселона         | 1:0      | Парі Сен-Жермен     | Фінал Кубка володарів кубків 1997       | 36 802  |
| 2 липня 2000   | Франція           | 2:1 (зг) | Італія              | Фінал Євро-2000                         | 50 000  |
| 8 травня 2002  | Феєнорд           | 3:2      | Боруссія (Дортмунд) | Фінал Кубка УЄФА 2002                   | 45 611  |

### Концерти
Стадіон приймає концерти з 1978 року. Серед перших, хто виступив на Де Кейпі були Брюс Спрінгстін і Ерік Клептон. Девід Бові провів на стадіоні генеральні репетиції, а потім відкрив свій Glass Spider Tour 1987 року.
Американський попспівак Майкл Джексон дав тут аж 5 концентів: 3 під час Bad World Tour (5, 6 та 7 червня 1988) і 2 під час Dangerous World Tour (30 червня та 1 липня 1992).

## Галерея

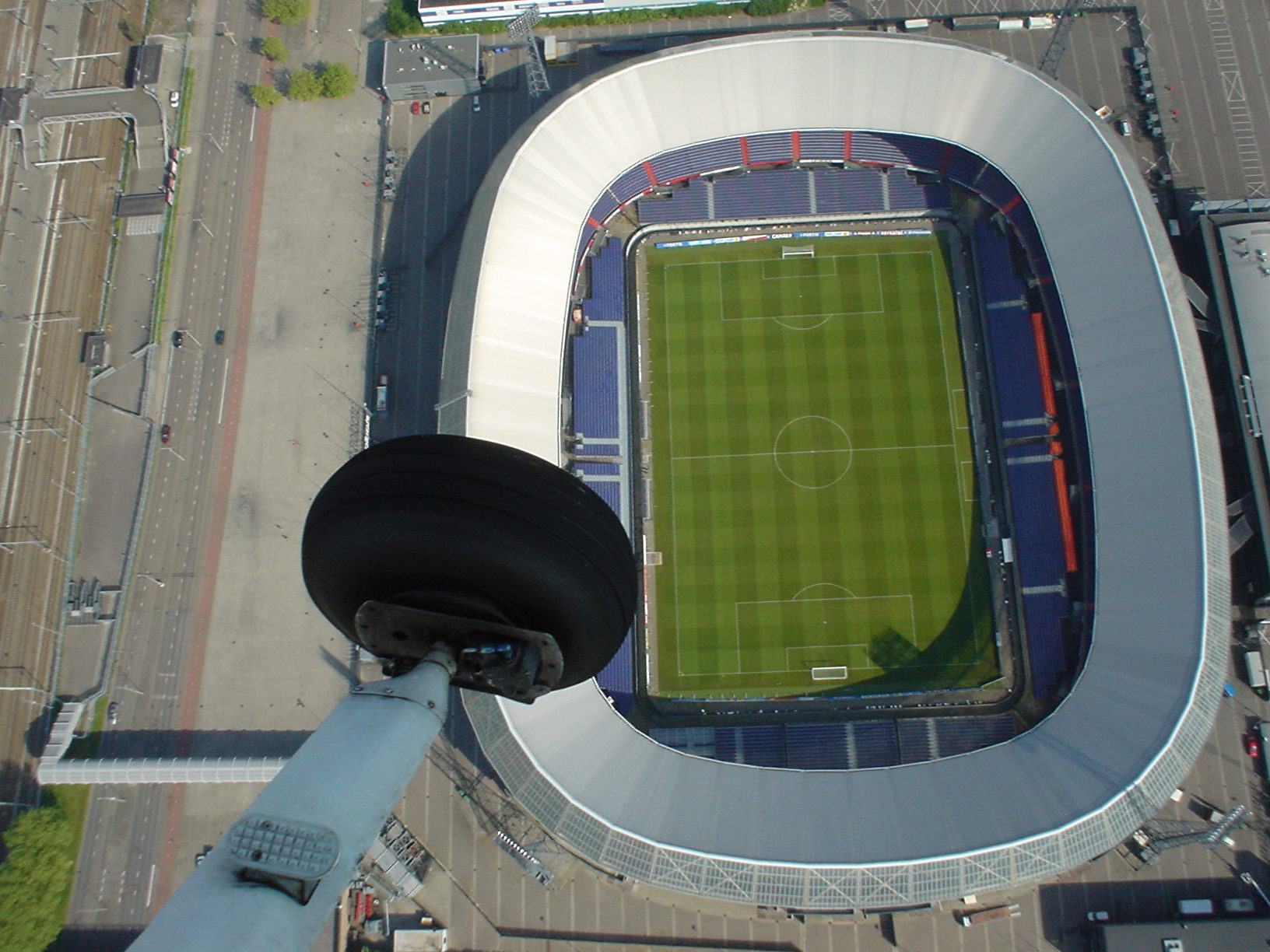
Де Кейп згори
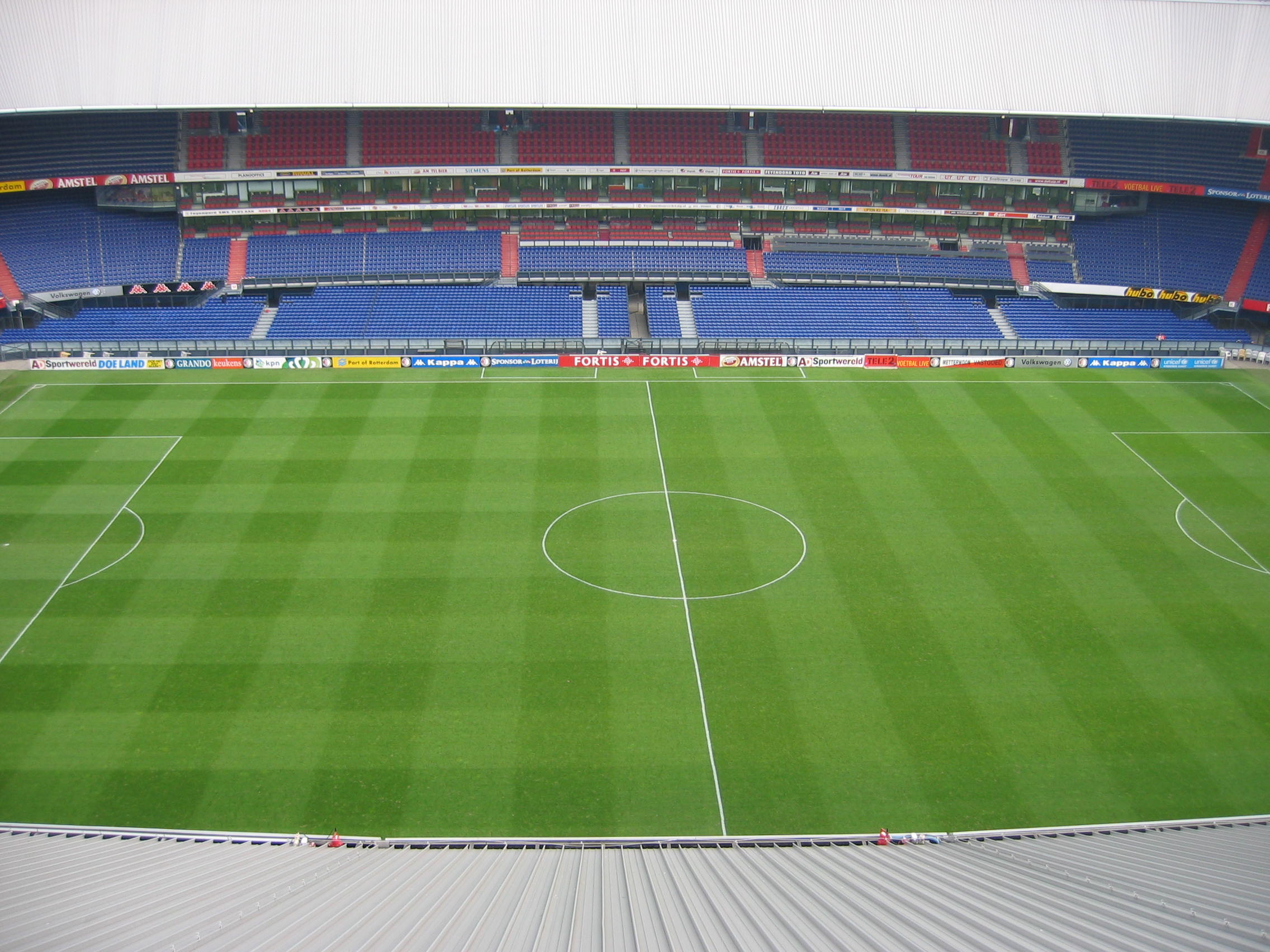
Всередині стадіону
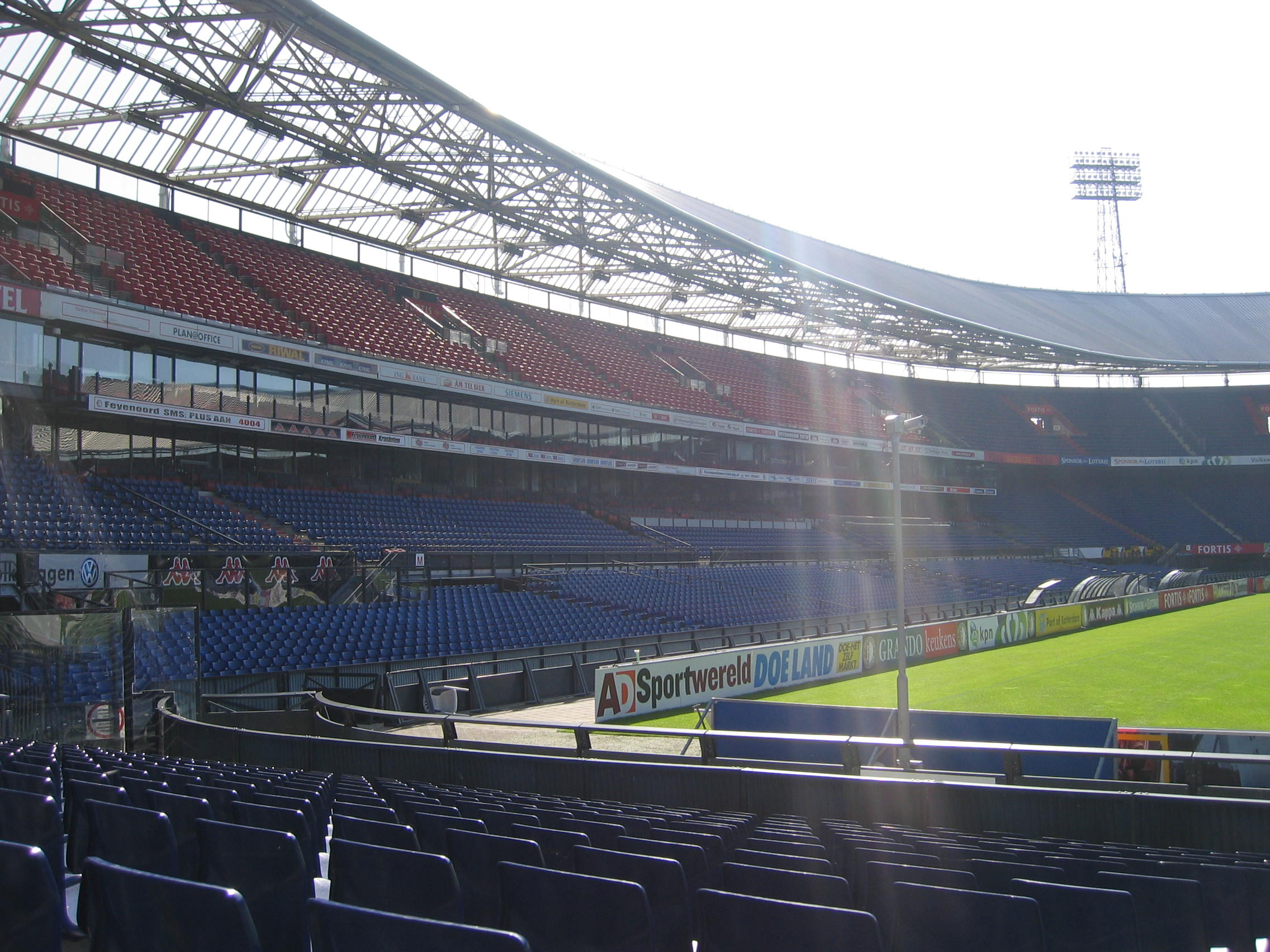
Всередині стадіону, з іншого ракурсу
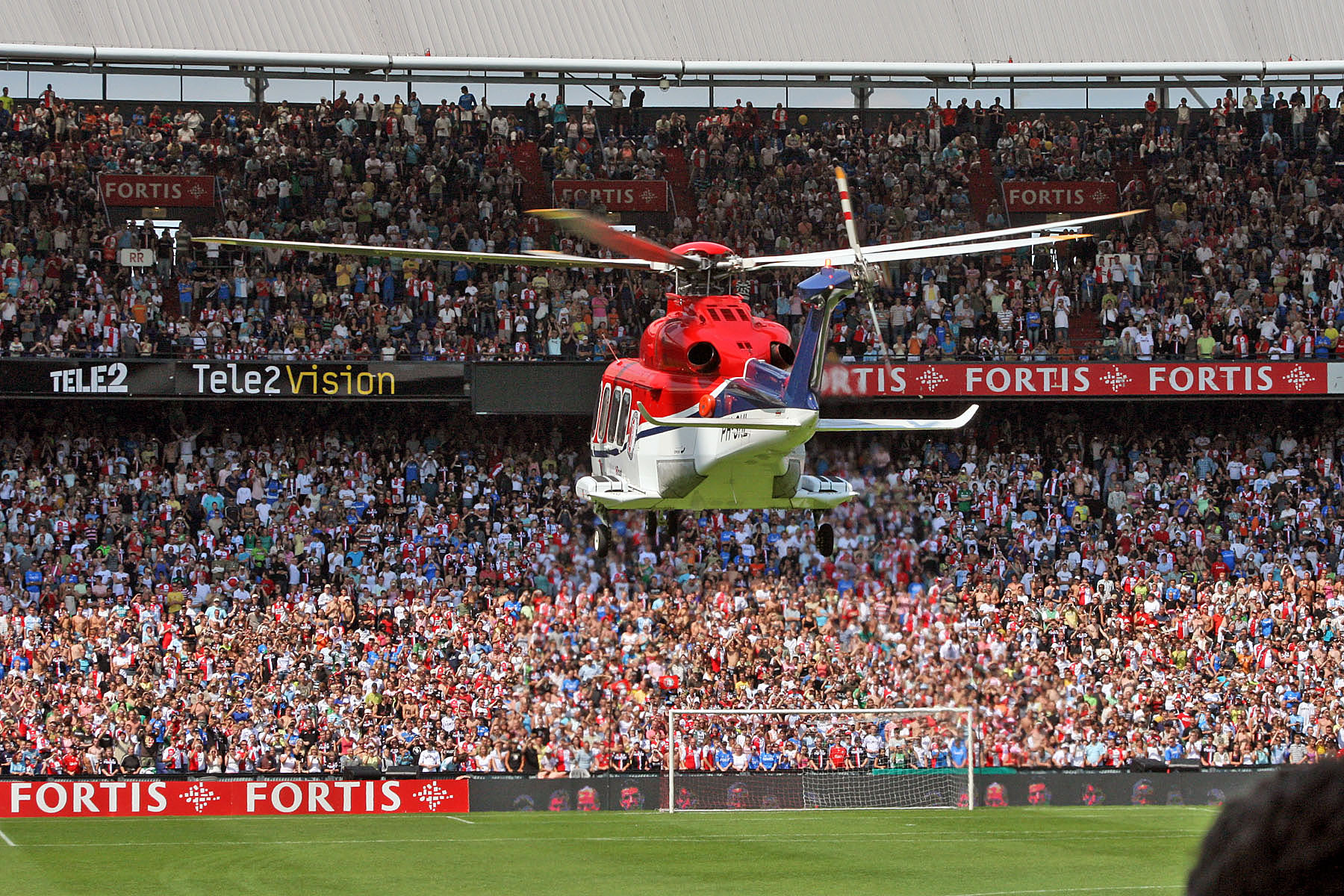
Гелікоптер «Феєнорда» влітає на стадіон
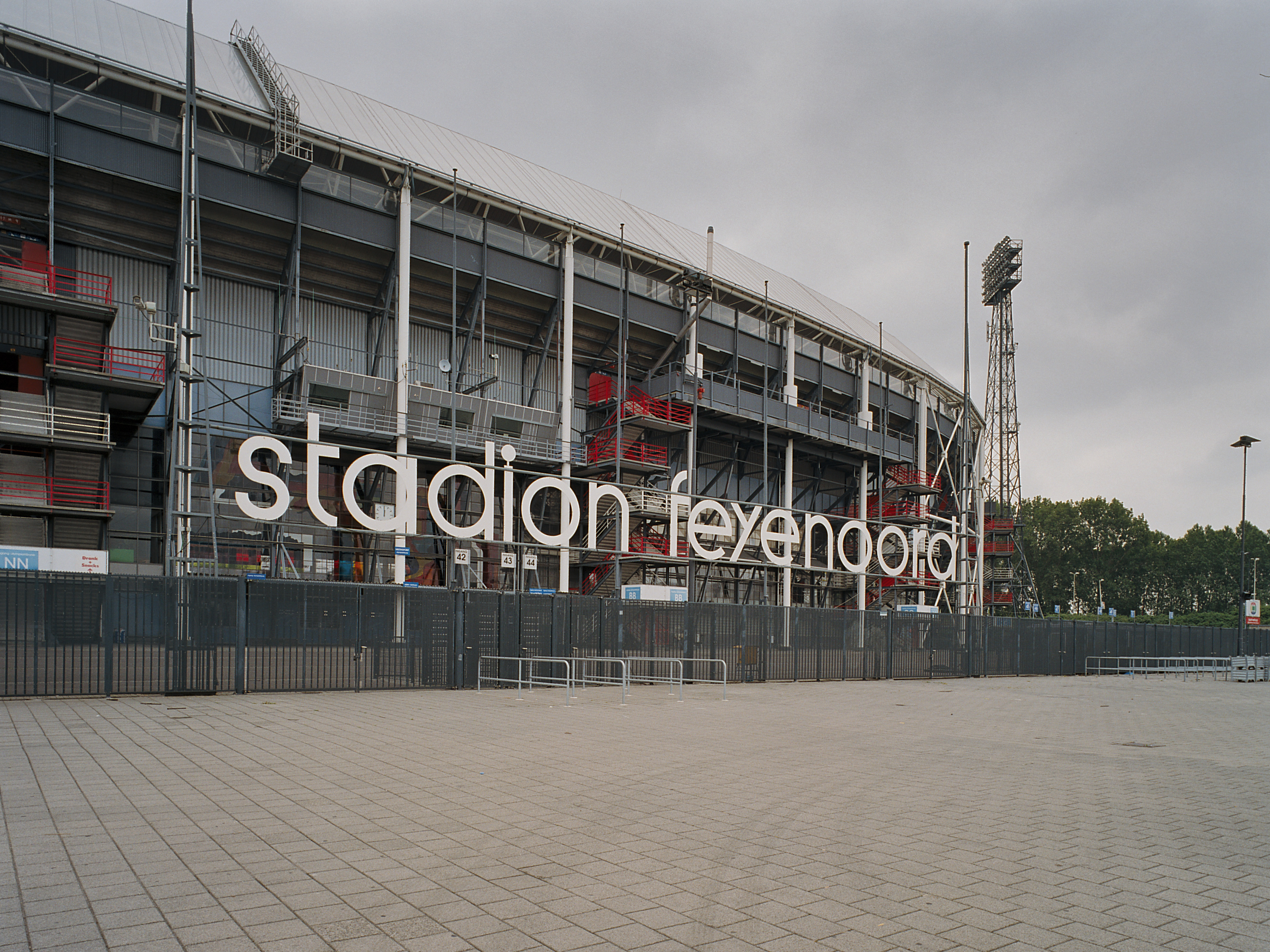
Зовнішній вигляд
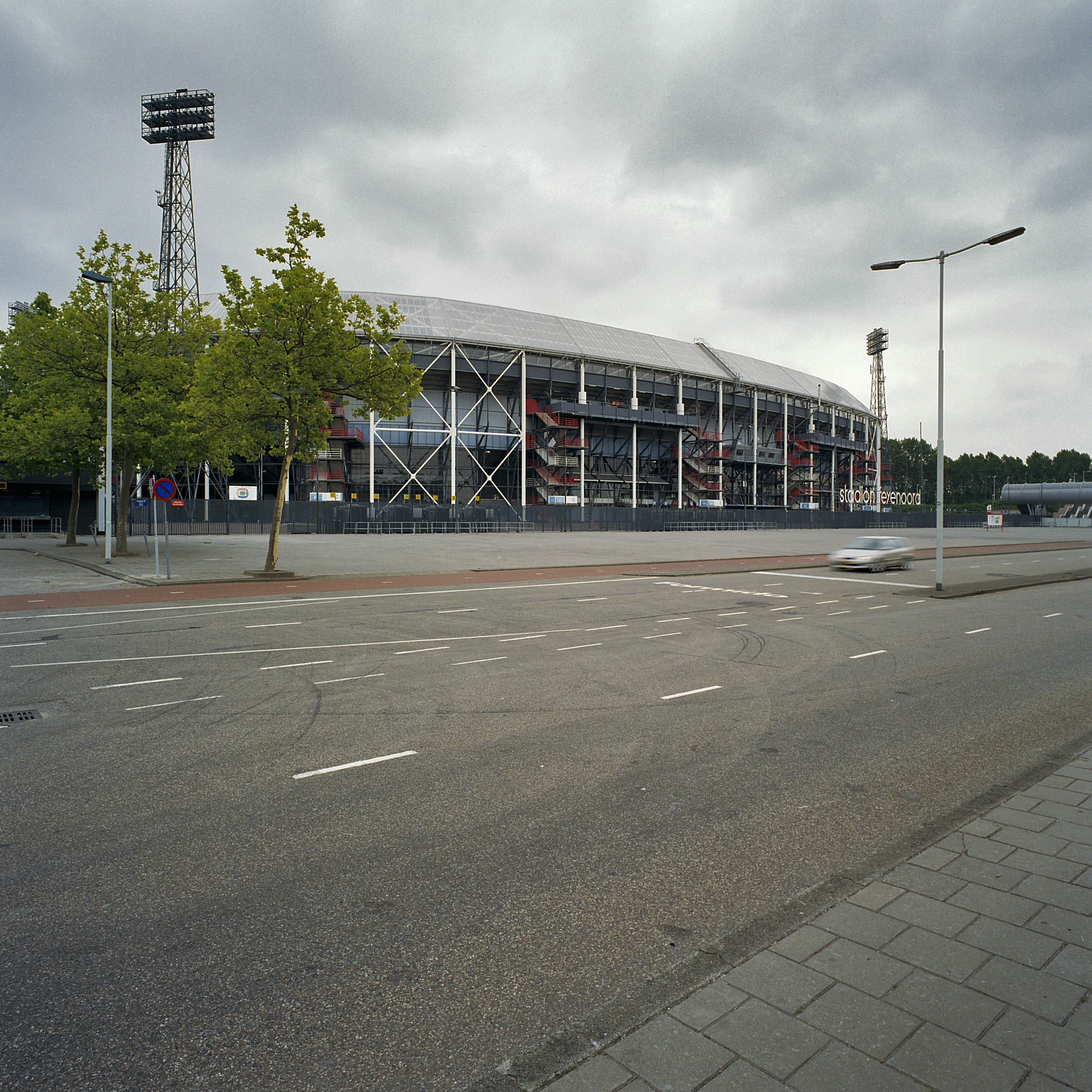
Стадіон з вулиці
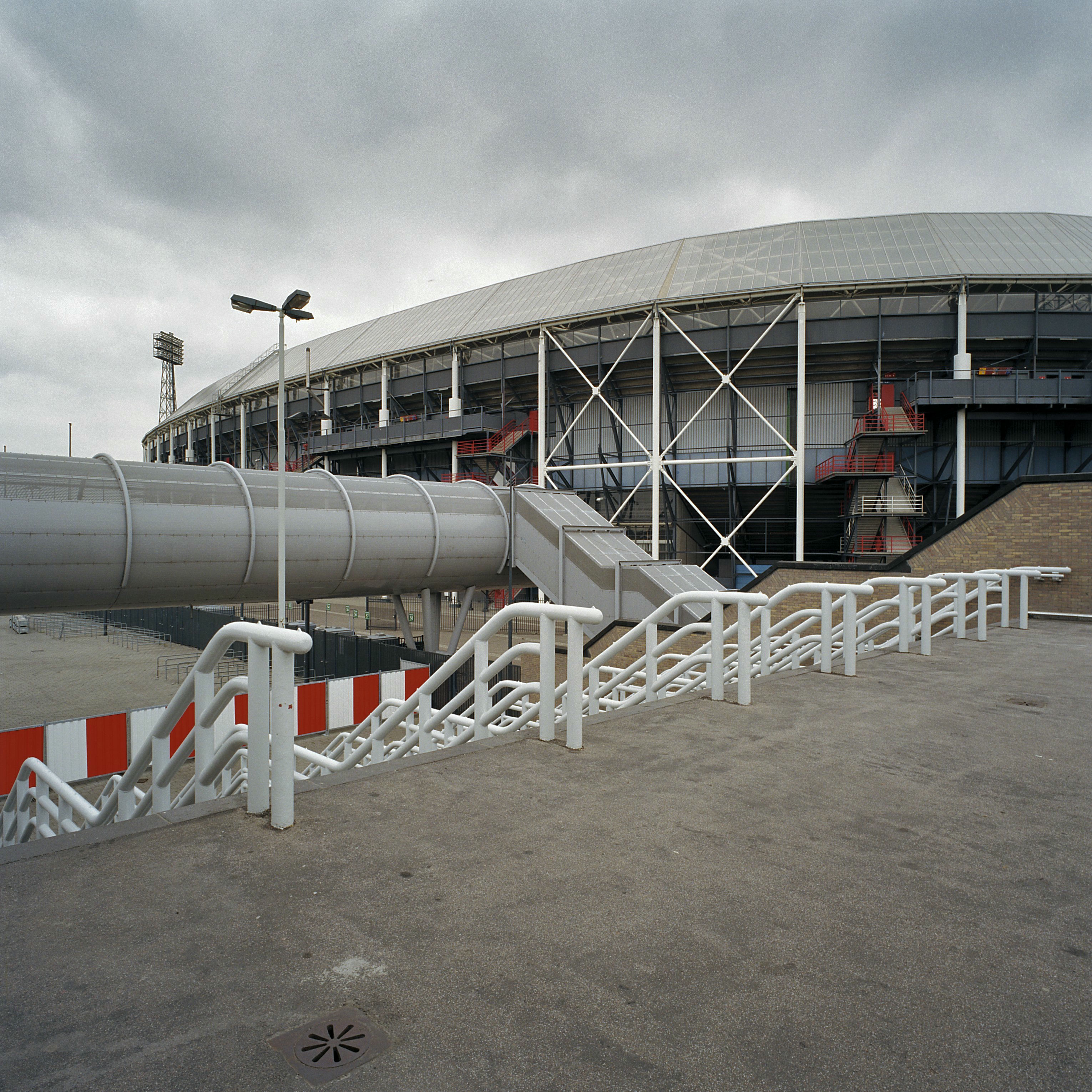
Мапа стадіону станом на 2018 рік